# Phyllopezus lutzae
Phyllopezus lutzae (гекон Лутц) — вид геконоподібних ящірок родини Phyllodactylidae. Ендемік Бразилії. Вид названий на честь бразильської герпетологині Берти Лутц

## Поширення і екологія
Phyllopezus lutzae мешкають в прибережних районах на сході Бразилії, в штатах Пернамбуку, Алагоас, Сержипі і Баїя. Вони живуть у вологих атлантичних лісах, серед базальтових і пісковикових скель, порослих бромеліями. Є активними і вдень, і вночі, живляться безхребетними, зокрема павуками і жуками. Їх раціон змінюється в залежності від сезону.